# 弗拉迪米尔·巴泰兹
弗拉迪米尔·巴泰兹（羅馬化：Vladimir Batez，1969年9月7日—），塞尔维亚男子排球运动员。他曾代表南联盟参加1996年和2000年夏季奥林匹克运动会排球比赛，获得一枚金牌和一枚铜牌。